# باسيل كروكت
باسيل كروكت (بالإنجليزية: Basil Crockett)‏ هو عسكري جنوب أفريقي، ولد في 14 يوليو 1877 في كنزينغتون في المملكة المتحدة، وتوفي في 13 أكتوبر 1939 في هامرسميث في المملكة المتحدة.